# Hans Tausen

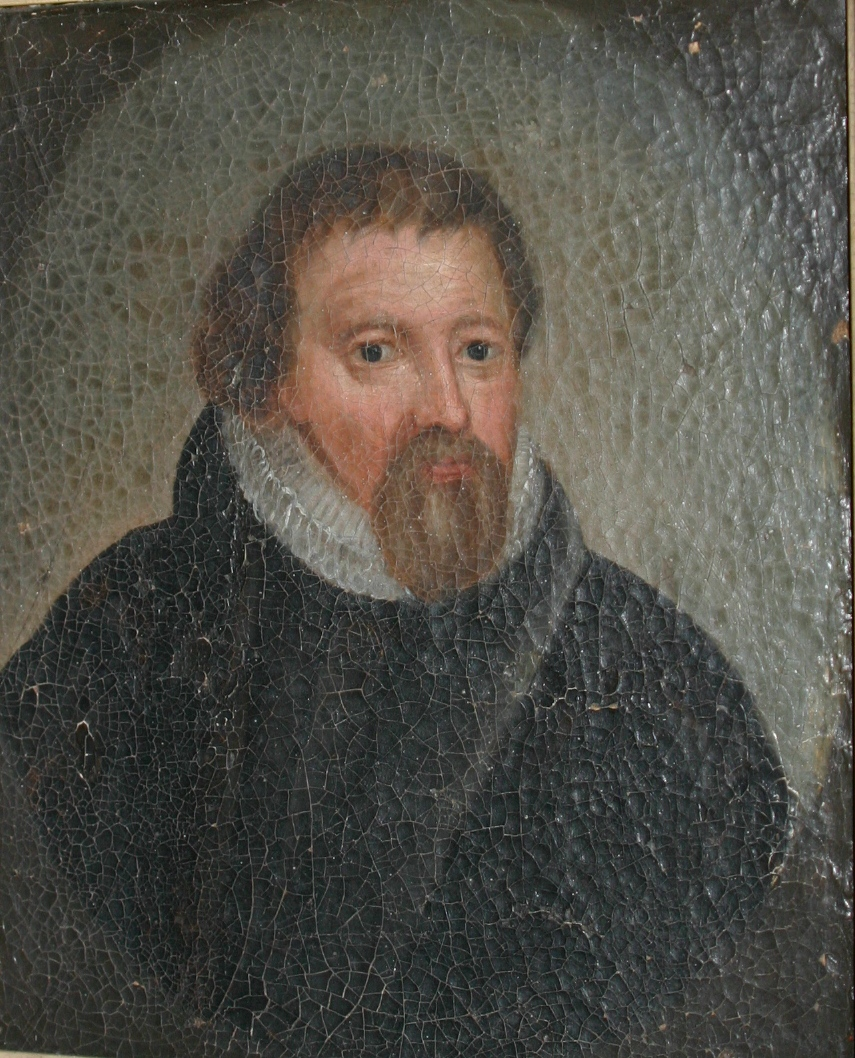
Hans Tausen als hervormer.

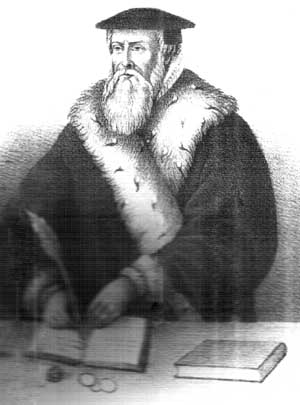
Hans Tausen als bisschop.

Hans Tausen (Birkende, 1494 - Ribe, 11 november 1561) was een protestants theoloog en reformator. Hij was de belangrijkste leider van de Reformatie van Denemarken.

## Biografie
Over Tausens jeugd is weinig bekend. Vermoedelijk volgde hij eerst gymnasiumonderwijs in Odense en Slagelse voordat hij frater werd in het Antvorskovklooster. Na een studie in Rostock, waar hij een academische graad behaalde, studeerde hij nog korte tijd aan de Universiteit van Kopenhagen. Door zijn prior werd hij opnieuw naar het buitenland gezonden, waar hij onder meer de universiteit van Leuven bezocht en kennis maakte met de Nederlandse humanisten. Hij was goed in taalkunde, had kennis van zowel het Latijn als het Hebreeuws en ging aan de slag als bijbelvertaler. 
In mei 1523 maakte Tausen in Wittenberg persoonlijk kennis met Maarten Luther en diens leer. Nadat bekend was geworden dat Tausen lutheraan was geworden, werd hij vanuit Antvorkskov doorverwezen naar het klooster in Viborg. Omdat hij zich niet meer beschermd voelde door de Maltezer orde, legde hij zijn religieuze habijt af en vroeg de burgers om bescherming. Dankzij de vestiging van een drukkerij werden Tausens reformatorische geschriften ook naar andere steden in Jutland verspreid.
Op verzoek van de koning ging Tausen naar Kopenhagen, waar hij predikte en veel toeloop kreeg. In 1542 wijdde Johannes Bugenhagen Tausen tot bisschop van Ribe, waar hij 20 jaar lang werkte als prediker en schrijver. Voor de Dom van Ribe staat tegenwoordig een standbeeld van Tausen,  en in 2004 werd er ter gelegenheid van het 475-jarig bestaan van de Reformatie een gedenkteken voor Tausens huis onthuld.

## Voetnoten
1. ↑  Zie de registraties van Hans Tausen in de Rostock Matrikelportal. Gearchiveerd op 14 maart 2023.

- Bibliothèque nationale de France: cb12549486z (data)
- Gemeinsame Normdatei: 118801449
- International Standard Name Identifier: 0000 0000 6150 713X
- Library of Congress Control Number: n95086633
- Nationale Bibliotheek van Tsjechië: jo20211103443
- LIBRIS: 381443
- Système universitaire de documentation: 034776184
- Virtual International Authority File: 10642241
- WorldCat: E39PBJtxhr9pRK9H3qdxWhx4bd